# Робертсон, Соня
Соня Робертсон (до замужества — Чик) (англ. Sonia Robertson (Chick); род. 2 июня 1947, Бёрнхем-Маркет, Норфолк) — зимбабвийская баскетболистка и хоккеистка (хоккей на траве), полевой игрок. Олимпийская чемпионка 1980 года.

## Биография
Соня Робертсон родилась 2 июня 1947 года в британской деревне Бёрнхем-Маркет в Англии.
Играла в хоккей на траве за «Солсбери Спортс» из Солсбери.
В 1980 году вошла в состав женской сборной Зимбабве по хоккею на траве на летних Олимпийских играх в Москве и завоевала золотую медаль. Играла в поле, провела 1 матч, мячей не забивала.
Также выступала за женскую сборную Зимбабве по баскетболу.
Переехала в Дурбан вместе с семьёй, где Робертсоны владели кафе.

## Семья
Сестра-близнец Сони Робертсон Сэнди Чик (род. 1947) также играла за женскую сборную Зимбабве по хоккею на траве, в 1980 году стала олимпийской чемпионкой.
Муж Иан Робертсон играл в регби за сборную ЮАР.